# Bortniv, Ivanîci
Bortniv (în ucraineană Бортнів) este un sat în comuna Bujanka din raionul Ivanîci, regiunea Volînia, Ucraina.

## Demografie
Componența lingvistică a localității Bortniv
     Ucraineană (97,56%)
     Rusă (1,11%)
     Alte limbi (0,22%)
Conform recensământului din 2001, majoritatea populației localității Bortniv era vorbitoare de ucraineană (97,56%), existând în minoritate și vorbitori de rusă (1,11%).